# Renault Celtaquatre
Renault Celtaquatre — легковий автомобіль, що виготовлявся французьким автомобільним виробником Renault у 1934—1938 рр. Попри французьке походження стиль кузова нагадував тодішній американський. Завдяки округлому силуету автомобіль отримав прізвисько «Celtaboule» («Кельтський м'яч»).

## Історія
Вперше Celtaquatre представили публіці у квітні 1934 р., а через місяць почалось його виробництво.:60 На жаль поява моделі збіглась із появою Citroën Traction Avant. Тож поява нової моделі «Рено» була затьмарена рекламною кампанією «Сітроєна».:25–27
Автомобіль комплектували 4-циліндровим нижньоклапанним двигуном з робочим об'ємом 1463 см3 та максимальною потужністю 34 к.с. при 3500 об/хв. Потужність передавалась заднім колесам через класичну трансмісію з 3-ступеневою коробкою передач. Підвіска містила нерозрізні мости спереду та ззаду, що виглядало непрогресивно зі сторони великого автовиробника: для прикладу Peugeot 301 вже мав незалежну підвіску. Тим не менше, 8CV Celtaquatre був дешевшим аніж Peugeot 301 8CV: на Паризькому автосалоні у жовтні ціна на Celtaquatre із стандартним кузовом седан становила 16 900 франків, а седана Peugeot 301 20 500 франків.
У 1935 р. змін зазнав капот: горизонтальні хромовані молдинги на прорізях змінили три отвори. Двоколірне фарбування кузова стало стандартним. Один колір був доступний за доплату у 400 франків.
У 1936 р. Celtaquatre втратив свою округлість отримавши більш обтічний кузов. З'явились два нові типи кузова: кабріолет та купе кабріолет. У 1937 р. Celtaquatre отримав V-подібну решітку виконану в американському стилі, з котрою виготовлявся до закінчення виробництва.
У 1938 р. з'явився новий бампер з прямими «плавниками». Купе припинили виготовляти.
У 1939 р. коли виробництво сягнуло 44 тис. екземплярів, Celtaquatre змінила модель Juvaquatre.
До 1940 р., більшість автомобілів Celtaquatre, що знаходились у базовій комплектації потрапили до Французької армії.
У липні 1941 р. останні 13 автомобілів трансформували у малі серії моделі Novaquatre.

## Деякі технічні характеристики
- Витрата палива: 8 л/100 км
- Максимальна швидкість: 100 км/год (62 миля/год)[2]
- Максимальна потужність: 30 к.с. (8 CV)[2]
- Гальма: барабанні гальмівні механізми з механічним тросовим приводом[2]
- Номінальна напруга у бортовій електромережі: 6 В.

## Модифікації
- ZR1
- ZR2
- AEC1
- ADC1
- ADC2
- ADC3
- BCR